# Відношення напрямлених відрізків
Відношення напрямлених відрізків — інваріант афінної геометрії.
Використовується у формулюваннях теореми Менелая, теореми Чеви, теореми ван Обеля та інших.

## Визначення
Відношення напрямлених відрізків визначено для двох відрізків {\displaystyle XY} і {\displaystyle ZT} на одній прямій (або на паралельних прямих) і позначається {\displaystyle {\frac {XY}{ZT}}} . З точністю до знаку воно дорівнює відношенню довжин {\displaystyle {\frac {|XY|}{|ZT|}}}, і величина {\displaystyle {\frac {XY}{ZT}}} додатна, якщо {\displaystyle {\overrightarrow {XY}}} і {\displaystyle {\overrightarrow {ZT}}} співнапрямлені, і від'ємна, якщо протинапрямлені. Іншими словами, величина {\displaystyle {\frac {XY}{ZT}}} визначається як число, яке задовольняє такому співвідношенню:
{\displaystyle {\overrightarrow {XY}}={\frac {XY}{ZT}}\cdot {\overrightarrow {ZT}}.}

### Пов'язані визначення
Якщо три точки {\displaystyle X,Y,Z} лежать на одній прямій, то відношення напрямлених відрізків {\displaystyle {\frac {XY}{YZ}}} називається також простим відношенням точок {\displaystyle X,Y,Z}; воно додатне, якщо {\displaystyle Y} лежить між {\displaystyle X} і {\displaystyle Z}, і від'ємне якщо {\displaystyle Y} лежить поза відрізком {\displaystyle XZ}.

## Властивості
- Відношення напрямлених відрізків є інваріантом афінних перетворень.